# Ehs.TV
Ehs.TV est une chaîne de télévision espagnole de télé-achat, disponible temporairement sur la TDT et sur Digital+.

## Histoire de la chaîne
Ehs.TV a lancé à la suite de la fermeture de la première chaîne du groupe, Veo7 jusqu'au 11 septembre 2011. Au Portugal est diffusé certains produits pendant la publicité.
En 2014, la chaîne reprend les canaux des chaînes de la TNT annulées (MTV, AXN, LaSexta3...).
En janvier 2014, EHS.TV décide de lancer son site internet en France, avec http://ehs.tv/fr
On y retrouvera les best-sellers de la télévision, ainsi que de nombreux produits exclusifs sur le site, notamment une ample sélection de bijoux et montres de grande qualité.